# Park Jin-sub
Park Jin-sub ((박진섭?, 朴珍燮?); Seul, 11 marzo 1977) è un ex calciatore sudcoreano, di ruolo centrocampista.